# Johan Björkman (1782–1870)
För andra betydelser, se Johan Björkman (olika betydelser).
Johan Björkman, född 8 april 1782 i Gällivare socken, död där 6 februari 1870, var en svensk präst.

## Biografi
Björkman var son till Johan Björkman och sonson till Johan Björkman, vilka båda hade varit kyrkoherdar i Gällivare församling. Björkman blev student vid Uppsala universitet 1803 och efter prästvigning den 14 oktober 1811 komministeradjunkt i Hietaniemi församling, pastorsadjunkt hos fadern i Gällivare 1812, nådårspredikant i Luleå, stadskomminister i Luleå 1816 och var från 1827 kyrkoherde i Gällivare. Sammanlagt leddes Gällivare församling i över hundra år av farfar, son och sonson Björkman.

### Familj
Björkman gifte sig första gången 1822 med Anna Christina Häggman, med vilken han fick två barn. Sonen Johan Pehr blev handelsman i Luleå och dottern Maria Charlotta gifte sig med läroverksadjunkten Edvard Mauritz Waldenström i Umeå. Björkman gifte sig andra gången med Catharina Elisabeth Nyström.